# 野豬狩獵
《野豬狩獵》為韓國MBC從2022年8月1日至2022年8月22日播出的四集短篇鄉村懸疑驚悚片，敘述在平凡的鄉村發生野豬狩獵的當天發生失蹤事件，圍繞野豬的村民們的祕密。本節目劇本為2021年MBC電視劇劇本徵集活動，受到高度讚賞並獲得MBC PD獎的作品。

## 演員陣容

### 英洙家
| 演員   | 角色   | 介紹                                                                         |
| 朴呼山 | 金英洙 | 為了獵殺野豬與同村好兄弟一起走進深山，卻遇上意想不到的情況。                 |
| 金秀珍 | 李彩晶 | 性格火爆，經常向老公英洙發脾氣。但對長輩們和藹可親，是在村內很受歡迎的人物。 |
| 李孝濟 | 金仁成 | 彩晶和英洙的獨生子，終日目無表情玩手機的青春期少年。                         |

### 玉順家
| 演員   | 角色   | 介紹                                                     |
| 芮秀貞 | 玉順   | 兒子和媳婦在火災中喪生，與孫兒相依為命，一生坎坷的主角。 |
| 李敏宰 | 文賢民 | 益順的孫兒，仁成的朋友，村內的模範孝孫。                 |

### 村裡的街坊兄弟們
| 演員   | 角色 | 介紹 |
| 李圭會 | 振國 | 跟英洙稱兄道弟的好朋友，與其他粗枝大葉的男人不同，他深思熟慮，感情豐富。從小開始在物質和精神上支持艱難生活的英洙。 |
| 郭子亨 | 滿碩 | 英洙的朋友，三個孩子的父親。                                                                                       |
| 柳順雄 | 里長 | 雖然看起來呆板木訥，但責任感很強，像英洙爸爸一樣的人。                                                             |
| 車始元 | 周協 | 村裡面像弟弟一樣的英洙後輩，務農為生的老光棍。                                                                     |

### 來自村外的人們
| 演員   | 角色   | 介紹               |
| 黃在烈 | 鄭斗滿 | 負責失蹤案的刑警   |
| 李智媛 | 妍彩   | 仁成和賢民的班主任 |

## 收視率
| 集數 | 播出日期   | AGB收視率        | AGB收視率      | TNmS收視率       | 分級         |
| 集數 | 播出日期   | 大韓民國（全國） | 首爾（首都圈） | 大韓民國（全國） | 分級         |
| ---- | ---------- | ---------------- | -------------- | ---------------- | ------------ |
| 1    | 2022/08/1  | 3.1%             | 3.1%           | -                | 15岁以上观看 |
| 2    | 2022/08/8  | 1.4%             | 1.2%           | -                | 15岁以上观看 |
| 3    | 2022/08/15 | 1.7%             | 1.7%           | -                | 15岁以上观看 |
| 4    | 2022/08/22 | 2.6%             | 2.6%           | -                | 19岁以上观看 |

- 收視最低的集數以藍色表示，收視最高的集數以紅色表示，而空格則表示該集的收視沒有相關數據。

## 提名及獲獎列表
| 年度   | 頒獎典禮    | 獎項                                | 入圍者 | 結果 |
| 2022年 | MBC演技大獎 | 短篇劇與日日劇部門 男子最優秀演技獎 | 朴呼山 | 獲獎 |
| 2022年 | MBC演技大獎 | 短篇劇與日日劇部門 男子優秀演技獎   | 李圭會 | 提名 |
| 2022年 | MBC演技大獎 | 短篇劇與日日劇部門 女子優秀演技獎   | 金秀珍 | 提名 |
| 2022年 | MBC演技大獎 | 女子助演獎                          | 芮秀貞 | 獲獎 |

### 引見
1. ↑  推坑人妻DramaWife. . 聯合線上公司. 2022-08-10  [2023-01-18]. （原始内容存档于2023-03-22） （中文（繁體））.
2. ↑   [每日收視數據表] (AGB).   [2019-02-09]. （原始内容存档于2017-03-17） （韩语）.
3. ↑  .   [2023-01-18]. （原始内容存档于2018-01-17）.
4. ↑  陳穎妍. . 香港01. 2022-12-30 （中文（繁體））.

## 外部連結
- 韓國MBC官方網站